# Serrières-de-Briord
Serrières-de-Briord è un comune francese di 1 160 abitanti situato nel dipartimento dell'Ain della regione dell'Alvernia-Rodano-Alpi.

## Società

### Evoluzione demografica
Abitanti censiti